# Taxeotis didymosticha
Taxeotis didymosticha là một loài bướm đêm trong họ Geometridae.